# Municipio de Marion (condado de Nemaha)
El municipio de Marion (en inglés: Marion Township) es un municipio ubicado en el condado de Nemaha en el estado estadounidense de Kansas. En el año 2010 tenía una población de 392 habitantes y una densidad poblacional de 4,18 personas por km².

## Geografía
El municipio de Marion se encuentra ubicado en las coordenadas 39°52′22″N 96°11′1″O / 39.87278, -96.18361. Según la Oficina del Censo de los Estados Unidos, el municipio tiene una superficie total de 93.76 km², de la cual 93,66 km² corresponden a tierra firme y (0,11 %) 0,1 km² es agua.

## Demografía
Según el censo de 2010, había 392 personas residiendo en el municipio de Marion. La densidad de población era de 4,18 hab./km². De los 392 habitantes, el municipio de Marion estaba compuesto por el 99,23 % blancos y el 0,77 % eran de una mezcla de razas. Del total de la población el 0,51 % eran hispanos o latinos de cualquier raza.